# Iain Belcher
Iain Belcher (* 4. September 1998 in Kanada) ist ein kanadischer Schauspieler und Casting Director.

## Leben
Belcher wurde in Kanada geboren, wuchs allerdings in Indien und Indonesien auf. Erste Erfahrungen als Schauspieler sammelte er als Kinderdarsteller auf Bühnen in Indonesien. Er ist Absolvent einer Schauspielschule in Vancouver. Er gab 2010 sein Schauspieldebüt im Kurzfilm Dummy. 2012 war er in fünf Episoden der Mini-Serie Halo 4: Forward Unto Dawn in der Rolle des Walter Vickers zu sehen. Es folgten Besetzungen in Spielfilmen und als Episodendarsteller in verschiedenen Fernsehserien. 2018 war er in drei Episoden der Fernsehserie Lost in Space – Verschollen zwischen fremden Welten zu sehen.

## Filmografie (Auswahl)

### Schauspieler
- 2010: Dummy (Kurzfilm)
- 2012: Radio Rebel – Unüberhörbar (Radio Rebel, Fernsehfilm)
- 2012: Supernatural (Fernsehserie, Episode 7x18)
- 2012: Halo 4: Forward Unto Dawn (Miniserie, 5 Episoden)
- 2013: Motive (Fernsehserie, Episode 1x01)
- 2013: Battleforce – Angriff der Alienkrieger (Independence Daysaster)
- 2013: Falling Skies (Fernsehserie, Episode 3x07)
- 2013: Scarecrow : Das Grauen stirbt nie (Scarecrow, Fernsehfilm)
- 2014: The Date (Kurzfilm)
- 2014: Almost Human (Fernsehserie, Episode 1x10)
- 2014: Spooksville (Fernsehserie, Episode 1x12)
- 2014: Cannabis Kid (Kid Cannabis)
- 2014: Mom’s Day Away (Fernsehfilm)
- 2014: The Killing (Fernsehserie, Episode 4x05)
- 2014: Preggoland
- 2014: R. L. Stine’s The Haunting Hour (Fernsehserie, Episode 4x10)
- 2015: Ungodly Acts
- 2016: Qualia (Kurzfilm)
- 2016: PLAN b (Kurzfilm)
- 2016: Wayward Pines (Fernsehserie, Episode 2x01)
- 2016: Secrets in the Attic (Fernsehfilm)
- 2016: Aftermath (Fernsehserie) (Fernsehserie, Episode 1x11)
- 2017: Unforgotten (Kurzfilm)
- 2017: Story of a Girl
- 2017: Gregoire
- 2018: Lost in Space – Verschollen zwischen fremden Welten (Lost in Space, Fernsehserie, 3 Episoden)
- 2019: Mystery 101 (Fernsehserie, Episode 1x01)
- 2019: Amish Abduction (Fernsehfilm)
- 2020: A Deadly Place
- 2020: Loudermilk (Fernsehserie, Episode 3x04)

### Caster
- 2015: The Twisted Slipper (Kurzfilm)
- 2015: Becoming Santa (Fernsehfilm)
- 2016: Revenge Porn (My Daughter's Disgrace, Fernsehfilm)
- 2016: Rescue Me (Fernsehfilm)
- 2016: Hello Destroyer
- 2016: Come and Find Me
- 2017: Tomato Red
- 2017: This Is Your Death
- 2017: The Mechanics of Love (Fernsehfilm)
- 2017: Sweet Virginia
- 2017: Entanglement
- 2017: Hollow in the Land
- 2017: Public Schooled
- 2017: Never Steady, Never Still
- 2017: Wunder
- 2018: Secret Millionaire (Fernsehfilm)
- 2018: First Light
- 2018: Zwischenstation (Boundaries)
- 2018: Parallel